# Erythrina insularis
Erythrina insularis är en ärtväxtart som beskrevs av Jacob Whitman Bailey. Erythrina insularis ingår i släktet Erythrina och familjen ärtväxter. Inga underarter finns listade i Catalogue of Life.